# 教員採用試験
教員採用試験（きょういんさいようしけん）は、日本の教育において都道府県および、主に政令指定都市がそれぞれの設置、運営する学校（就学前教育、初等教育及び中等教育課程機関である公立学校）の教員を任用するための採用候補者名簿を作成する試験である。略称は教採（きょうさい）。大阪府などでは、「公立学校教員採用候補者選考テスト」が正式な名称。
行政上の管轄機関は文部科学省で、実施機関は各都道府県及び政令指定都市に設置されている教育委員会である。
本項目では特筆のない限り、日本における教員採用試験について述べる。

## 概要

### 公立学校の教員採用試験
公立学校（特別区立・市町村立学校、都道府県立学校、国立学校）の教員採用試験は、他の公務員試験と異なり、都道府県および主に政令指定都市の教育委員会によって実施され、その採用は競争試験ではなく選考試験によることが定められている。
なお、義務教育9年間の課程（初等教育及び前期中等教育）を担う市町村立の小学校教員と中学校教員については、基本的に都道府県教育委員会が採用試験を行い（東京都の区立の小学校と中学校については基本的に東京都教育委員会が、政令指定都市の市立小学校と中学校は政令指定都市の教育委員会がそれぞれ採用試験を行う。このほか、大阪府では、大阪府豊能地区教職員人事協議会が、大阪府教育委員会から独立して豊能地区の公立小・中学校の採用選考テストを実施している）、市町村立（区立を含む）の認定こども園を含む市町村立（区立を含む）の幼稚園教員、中等教育学校を含む市町村立（区立を含む）の高等学校教員（定時制を除く）、市町村立（区立を含む）の特別支援学校については該当市町村または東京都の23区の教育委員会が採用試験を行う。
この他、養護教諭と栄養教諭についても、基本的に都道府県教育委員会または主に政令指定都市の教育委員会が採用試験を行っている。大半の自治体が二段階による選考を行っている。概ね一次試験が学力試験と人物試験、二次試験が人物試験となる。

### 私立学校の教員採用試験
私立学校の場合は学校独自の選考や、自治体によっては私学協会への採用希望名簿の記載登録、あるいは私学適性検査が行われる。私学適性検査の結果は各私立学校が教員採用時の「参考資料」として用いるとされる。学校独自に選考される場合、その時期は不定期である。

### 動向
日本では、1970年代後半から教員採用試験の受験者が少しずつ増加し続け、試験の倍率が上昇していた。
特に、1990年代の後半は公務員試験としては異例な程の高倍率を記録した自治体が多く出たことから話題を呼んだ。特に高等学校公民科教員においては驚異的な倍率になる状況が数年継続する自治体もあった。しかし、特に団塊の世代の教諭の定年退職の増加や少人数学級の導入などに伴い、2004年頃から小学校教諭を中心に募集枠が増加しつつある。
だが、中学校・高等学校や都市部を除く自治体については、財源たる税収に基づく文部科学予算が縮小され、また定年を迎えた教諭のうち希望者に対して2002年度より実施されている再任用制度の影響から、定年退職者の数より新採用の募集人数が抑えられている。さらに少子化に伴う未成年人口の減少のため学校の統廃合も進んでいる影響で、正規職員である教諭の採用数を抑え、その分を、臨時職員である常勤講師・非常勤講師を毎年恒常的に任用することで人員を補填する傾向にある。
昨今は、学校現場の臨時的任用職員（常勤講師・非常勤講師、助教諭等）経験者や社会人経験者、教職大学院修了者に対し、採用試験の筆記試験等を一部免除した採用や、一般受験者と異なる枠で採用試験を実施する自治体も増えている。
以下、過去20年間の大阪府下（大阪市・堺市および豊能地区を含む）の小学校教諭採用数の変動を示す。大阪府では、平成10年ごろに採用数の底にあったものの、そこから約10年かけて採用数は急増した。その後の採用数は再びゆるやかに減少に転じている。
| 年度       | 採用数 |
| ---------- | ------ |
| 平成10年度 | 200    |
| 平成11年度 | 60     |
| 平成12年度 | 90     |
| 平成13年度 | 187    |
| 平成14年度 | 685    |
| 平成15年度 | 923    |
| 平成16年度 | 1109   |
| 平成17年度 | 1698   |
| 平成18年度 | 1995   |
| 平成19年度 | 1805   |
| 平成20年度 | 1697   |
| 平成21年度 | 1500   |
| 平成22年度 | 1414   |
| 平成23年度 | 1345   |
| 平成24年度 | 1267   |
| 平成25年度 | 1344   |
| 平成26年度 | 1462   |
| 平成27年度 | 1603   |
| 平成28年度 | 1391   |
| 平成29年度 | 1136   |
| 平成30年度 | 1185   |
| 平成31年度 | 1222   |
| 令和2年度  | 1102   |

## 募集について
募集される教科や出願の条件は、試験を実施する自治体により異なる。中学校・高等学校の場合、教科ごとに競争倍率に差が生じている。特に社会科系は募集人数は少ないが、免許取得者は多数のため応募者は多く、どの自治体も非常に高い倍率で推移している。
年齢制限
出願の条件として、多くの自治体が受験可能な年齢の上限を定めている。年齢制限は自治体ごとに、全教科で一律同じ上限とするところ、教科や選考の種別によって上限を変えるところ、あるいは全く制限を置かないところがある。近年は、様々な経験をした人物を採用するために、上限を緩和したり撤廃する自治体が増えている。ただし社会人経験者を対象とした特別選考を実施する自治体においても、免許取得（見込）者を対象とした募集に比べ定員が少ないなど、依然狭き門となっている。
出願の制限
さらに教科によっては出願にあたり、受験する教科以外の教員免許状も取得（見込みを含む）していることを条件とする場合もある。条件が厳しい所では、他に取得している免許の教科についても指定する場合がある。この条件を定める自治体の採用試験では、条件を満たさなければ当該教科の免許を所有していても出願すら出来ないため、免許取得後さらに免許追加する必要があり、免許の教科によって受験機会が不均等になっている。
自己PR文
また、教員としての資質を早期に見極めるため、事前に自己PR文を記述させる自治体が増えてきた。その方法としては、願書に記述させる方式、出願後に受験者に送付する面接用紙に記述させる方式がある。

## 試験について
ここでは一般的な教員採用試験の内容について記述する。より詳細の試験内容については各自治体、各私立校のホームページ、募集要項等で確認されたい。

### 教職教養試験
ほとんどの自治体が一次試験で行う。全校種同一の試験であることが多い。また、一般教養試験とまとめて、一つの試験として行われることが多い。受験者が多い自治体ではマークシート方式を採用している。
教職に対する基礎知識を問う試験である。具体的には、教育法規、教育の方法や教育課程、学習指導要領、教育史、教育心理学から、道徳教育、人権教育、中央教育審議会の答申、文部科学省の通知文・報告書など多岐に渡る。

### 一般教養試験
教職教養試験同様、ほとんどの自治体が一次試験で行う。全校種同一の試験であることが多い。
概ね、高等学校入学試験レベルから高等学校で学修する基礎的なレベルでの出題が多い。国語、数学（算数）、理科、社会（地理・歴史、公民）、外国語（英語）の主要5教科から全般にわたりまんべんなく出される。また芸術（音楽、美術、書道）、保健体育に関する問題、情報処理に関する問題、受験する自治体に関係するいわゆる「ご当地問題」など出題範囲は多岐に及ぶ。したがって幅広い見識が必要になる。

### 専門教養試験
ほとんどの自治体が一次試験で行う。各校種、教科に対する専門的な知識、素養を評価する試験である。また、学習指導要領からの出題も多い。
小学校教員の試験では、小学校で指導する全教科から出題されるため、出題範囲は非常に広いが、難易度としては一般教養と同程度である場合が多い。
中学校教員、高等学校教員の試験は、それぞれの教科に関する出題となる。これらの校種では高い専門性が求められるため、難易度も大学入学試験レベルから大学の専門レベルと高度である。
特別支援学校および養護教諭の試験は、それぞれの職種の専門性が問われる。

### 論文試験
教職への考え方、意欲および、文章表現力、論理力等を評価する試験である。
教育に関するあるテーマについて、決められた字数、時間で解答する。テーマについては、「いじめ、不登校への対処法」「保護者との関わり方」などの教育時事的なもの・文章を読んで、それに対する自分の意見を述べるもの、「教育とは何か」など抽象的で根本的な内容について記述するものなどである。
この試験は自治体によって実施時期は異なる。

### 面接試験
教職への資質能力を実際の人物を見て評価する試験である。
一次試験で実施される場合は、その段階では受験者も多いため、集団で短時間で実施されることが多い。したがって学科試験の補完的に行われる。多数の受験者に対応するため、全員が同一の面接官による面接を受けるのではなく、受験教科や受験番号ごとに面接場所が割り当てられ、当然場所ごとに異なる面接官による面接を受ける。この場合、割り当てられる面接場所によって面接の展開方法が異なる場合がある。
これに対して二次試験で行われる場合は、個人面接は必ず実施されるが、自治体によっては集団面接も同時に行ったり、集団討論、模擬授業などと組み合わせて行うこともある。
特に近年は人物試験を重視する傾向があり、合否に大きく関わる試験である。

### 模擬授業
教職において最も重要な授業力を評価する試験である。
多くの自治体が二次試験で実施しているが、実施方法は様々である。面接試験の一部として実施する場合もある。
事前に学習指導案を作成したり、テーマを決めて授業を行える場合は、目標や展開、教材観、評価法、子供との関わり方などを総合的にみられる。また、試験本番になってテーマが示される場合やロールプレイなどでは、それに応じた場面指導能力をみられる。
いずれにせよ、実施方法は各自治体によって異なるので、受験する自治体ごとの対策が必要である。

### 集団討論・集団活動
主に二次試験で行われる（一部の自治体では一次試験で行われる）。
集団の中での自己表現能力を試される試験であるが、教員採用試験では、協調性が重視される。あるテーマについて5〜6人で話し合いを行い、その中での意見の出し方、受け答えの仕方などを評価される。

### 実技試験
小学校教員では全教科を教授するため、主にピアノの弾き語り、デッサン、水泳実技などが行われる。
中学校教員、高等学校教員の技術、音楽、美術、体育では高い技能が求められるため、重視される。また英語（外国語）においてはリスニング能力が試される。この他に自治体によってはパーソナルコンピュータ活用能力なども試されることもある。
実施時期は二次試験に行う自治体が多いが、種目によって一次と二次に分けて行う場合もある。

### その他
合否の参考に適性検査を行う自治体が多い。また、ここに列挙した以外の独自の試験を行う場合もある。

## 成績の開示
自治体によっては、試験終了後特定の期間において、受験者が直接主催者に申し出て成績の開示を受けることができる。
開示される内容は、試験全体の成績における受験者の大まかな位置情報であり、上位 (A)、中位 (B)、下位 (C) といった簡素な内容である。したがって、順位や科目ごとの詳細な成績は開示されない。ただし、現在では科目ごとの詳細な成績（得点）を開示している自治体もある。
開示の形式として、出願時の申請により合否発表時に郵送する受験票などに記す自治体と、本人確認を経て口頭で結果を通告する自治体がある。

## 問題点

### 採用をめぐる不祥事
2008年6月14日、教員採用をめぐり賄賂を授受したとして、大分県警察が収賄容疑で大分県教育委員会職員および大分県内の公立学校長が逮捕される事態となった。

### 人物評価の得点化
教員採用試験は教員として適正な者の選考試験であるために、面接、経歴や自己アピール文といった人物評価を行わなければならないが、「得点化、順位化することが困難である」とされている。
また、大分県の汚職事件の影響により、人物評価の観点が一層に厳しくなり、筆記試験重視の選抜試験化の懸念がある。

### 性的指向等に関する質問
2014年に一部マスメディアが実施した実態調査で、少なくとも2013年に実施された採用試験において、山梨県・山形県・岐阜県の3県と、静岡市・浜松市の2市が、性的指向や宗教などに関する質問が含まれた心理テストを実施していたことが判明した。
「教員本来の能力に関係が無い」と考えられる質問である上に、採用選考で差別が行われている疑いがある実態に、批判の声が強く出た。